# Selektive serotoningenoptagshæmmere
Selektive serotoningenoptagshæmmere (SSRI) engelsk: Selective serotonin reuptake inhibitor (i folkemunde lykkepiller) er en gruppe antidepressive lægemidler. For voksne over 18 år anvendes de antidepressive lægemidler til behandling af moderate og svære depressioner, angstlidelser og visse personlighedsforstyrrelser. Der er andre retningslinjer for medikamentel behandling af psykiske lidelser, hos børn og unge der er under 18 år.
Det er meget vanskeligere at overdosere SSRI-præparaterne end for tidligere generations antidepressiva (MAO-hæmmere og de tricykliske antidepressiva), og der er færre alvorlige bivirkninger.
Markedsføringen af SSRI præparater var med til at gøre dem til noget af af et modefænomen med sloganer som "The World's first Mood Brightener" og "Wash your Blues away". Dette er formentlig grunden til at betegnelser som lykkepiller er blevet knyttet til dem i medier og af lægfolk, selvom betegnelsen på mange måder er misvisende, da medicinen behandler de depressive symptomer, men ikke gør patienterne lykkeligere.

## Virkningsmekanisme
I hjernen sendes beskeder fra en nervecelle til en anden via en kemisk synapse, hvor to nerveceller kun adskilles af en smal synapsespalte. Den præsynaptiske celle som sender informationen frigiver neurotransmittere, bl.a. serotonin ind i synapsespalten. Neurotransmitterne genkendes derefter af receptorer på overfladen af den modtagende postsynaptiske celle, som efter denne påvirkning videresender signalet. Der mistes omkring 10 % af neurotransmitterne i denne proces; de øvrige omkring 90 % frigives fra receptorerne og transporteres ved hjælp af transportproteiner tilbage til den præsynaptiske celle, en proces som kaldes genoptagelse.
SSRI hæmmer genoptagelsen af serotonin. Det bevirker at serotoninen forbliver længere i synapsespalten end det normalt ville og gentagende gange kan påvirke receptorerne på modtagercellen. På kort sigt fører dette til en stigning i kommunikationen gennem synapser, hvor serotonin er den primære neurotransmitter. Ved vedvarende påvirkning vil den forøgede brug af de postsynaptiske serotoninreceptorer sende et signal til den præsynaptiske celle om at frigive mindre serotonin. Serotoninniveauet i synapsen vil falde, så stige igen og endelig føre til en nedregulering af de postsynaptiske serotoninreceptorer. Andre indirekte virkninger kan være forøget noradrenalin-frigivelse, forøget neuront niveau af cyklisk AMP (cyklisk adenosinmonofosfat) og forøget niveau af reguleringsfaktorer som BDNF (brain-derived neurotrophic factor) og CREB (cyklisk AMP-respons element bindingsprotein). På grund af manglen på en omfattende bredt accepteret teori om biologien bag affektive lidelser er der ingen bredt accepteret teori om hvordan disse ændringer fører til de humøropløftende og angstdæmpende virkninger af SSRI.
SSRIer bliver beskrevet som 'selektive' fordi de kun påvirker genoptagelsen af serotonin, i modsætning til tidligere antidepressiva, som også påvirkede andre monoamine neurotransmittere. På trods af dette, kan den høje grad af forbindelse der er i det monoamine-netværk, betyde at lægemidler der virker på den ene mekanisme, også kan have en effekt på de andre.

## Stoffer i klassen
Der er seks stoffer i klassen i klinisk brug i Danmark (handelsnavne er anført i parentes):
- Citalopram (Akarin®, Cipramil®). Udviklet af Lundbeck i 1972 og frigivet i Danmark i 1989. Lundbecks patent udløb i 2003.[9]
- Escitalopram (Cipralex®, Entact®, Esertia®, Seroplex®). Udviklet af Lundbeck og Forest Laboratories. Escitalopram er en stereoisomer (S-enantiomeren) af citalopram.[10]
- Sertralin (Zoloft®). Udviklet af Pfizer. Pfizers patent udløb i 2006.[11]

- Fluoxetin (Flutin®, Fontex®; i USA kendt som Prozac®) – udviklet af Eli Lilly.
- Paroxetin (Seroxat®) – udviklet af GlaxoSmithKline.
- Fluvoxamin (Fevarin®) – udviklet af Solvay Pharma.

Andre SSRI'er:
- Dapoxetin
- Indalpin
- Zimelidin
- Cericlamin

## Bivirkninger
SSRI-præparater har, som alle lægemidler, bivirkninger det er derfor vigtigt at konsultere en læge.
Mange af bivirkningerne optræder sædvanligvis kun i begyndelsen af behandlingen, har varierende hyppighed og er ikke de samme for alle SSRI-præparater, dog er visse typer bivirkninger fælles for SSRI-præparater. 
Udover de allerede kendte bivirkninger vedligeholder Lægemiddelstyrelsen en database over formodede bivirkninger ved al medicin, indberettet af sundhedsprofessionelle, brugere og pårørende, herunder også SSRI. Alle data kan vises interaktivt.
Verdenssundhedsorganisationen WHO samler, i lighed med Lægemiddelstyrelsen, de indberettede bivirkninger fra hele verden i Adverse Drug Reactions Monitoring programmet, data er tilgængelig i VigiBase, herunder også fra SSRI-præparater. Der kan opnås adgang til VigiBase gennem VigiAccess.

### Hyppige bivirkninger
De hyppigste bivirkninger forekommer i mave-tarm-kanalen. Mange patienter oplever kvalme, opkastninger, madlede, evt. mavekneb. Disse bivirkninger er som regel forbigående. I starten af behandlingen opleves også søvnbesvær, nervøsitet og hovedpine.
Der kan også opstå problemer, når præparaterne anvendes sammen med visse lægemidler. Selektive serotoningenoptagshæmmere kan nemlig forringe udskillelsen af disse lægemidler, hvorved de ophobes i kroppen, og det kan være farligt.

#### Seksuelle forstyrrelser
SSRI kan give seksuelle forstyrrelser.

### Ikke almindelige

#### Knoglebrud
Øget risiko for knoglebrud med 1,7 gange 

#### Akatisi
Akatisi er et syndrom karakteriseret ved ubehagelige følelser af indre rastløshed, der viser sig ved en manglende evne til at sidde eller stå stille.

### Sjældne

#### Selvmordstanker
I de første uger af behandlingen ses ofte en hæmningsløsende effekt før depressionen lettes. Dette kan i nogle tilfælde udløse selvmordstanker.
I en artikel fra 2010 konkluderedes det at antidepressiver generelt ser ud til at reducere selvmordstanker blandt voksne der lider af depression, om de påvirker selvmordstankerne blandt yngre patienter var uvist. 
En amerikansk meta-undersøgelse fra 2012, viste ikke nogen sammenhæng mellem brug af SSRIerne fluoxetin og venlafaxin, og en øget risiko for selvmord.
Et Cochrane studie fra 2016 viste at brug af antidepressiva kan fordoble antallet af episoder med selvmordstanker og voldelig adfærd, blandt raske voksne.

#### Antidepressivt seponeringssyndrom og afhængighed
Ophør af behandling med antidepressiv medicin er nogle gange forbundet med et antidepressivt seponeringssyndrom eller ophørssymptomer, for at modvirke dette er det vigtigt at undgå pludselig ophør eller hurtig nedtrapning af behandling med antidepressivum. Nedtrapning skal altid foregå i samarbejde med en læge.

Der er eksempler på misbrug af antidepressiva, men disse er sjældne. En sammenligning af virkningen ved at stoppe terapi med benzodiazepiner og SSRIer fra 2012 fremførte at fordi symptomerne ligner hinanden, giver det ikke mening at påstå at benzodiazepiner er afhængighedsskabende mens SSRIer ikke er. Reaktioner på denne undersøgelse hævdede at der ikke var nogle beviser for at personer, der stoppede med at tage SSRIer, udviste stof-søgende adfærd, som er et kendetegn for afhængighed.

#### Hjertestop og arytmi
Studier har vist at behandling med visse antidepressiver kan være forbundet med pludselige hjertestop.

#### Aggression og vold
Fluoxetin er i enkelte tilfælde blevet sat i forbindelse med aggression og vold.

## Kritik

### SSRI kontra placebo hos patienter der har klinisk depression
Et omfattende studie af dansk og international forskning fra 2017 udført af Copenhagen Trial Unit (CTU) viser at SSRIer statistisk kan have signifikant virkning på depressions-symptomer, men alle studier havde en høj risiko for skævhed (engelsk: bias) og den kliniske signifikans kan drages i tvivl. SSRI-præparater øger risikoen for både alvorlige og ikke-alvorlige bivirkninger. De potentielle små gavnlige virkninger, lader til at blive opvejet af de skadelige virkninger.
I forbindelse med et åbent samråd i Folketingets Sundhedsudvalg, offentliggjorde Lægemiddelstyrelsen den 21. juni 2017 en grundig gennemgang af metaanalysen af antidepressiv medicin fra forskergruppen Copenhagen Trial Unit (CTU), hvor de skriver at analysen ikke giver anledning til at ændre på hverken indlægssedler, produktresume eller anbefalingerne for brug af antidepressive lægemidler til voksne patienter med depression.. Lægemiddelstyrelsens vurdering blev dog også mødt af kritik.
I en artikel i Acta Neuropsychiatrica påpeger forskere fra Göteborgs Universitet en lang række problemer og mulige uklarheder ved studiet, som de håber at CTU kan uddybe. Indtil da mener de at det er vildledende at bruge undersøgelsen til at påstå at SSRIer generelt skulle være giftige og/eller ineffektive.